# Grau de Castelló

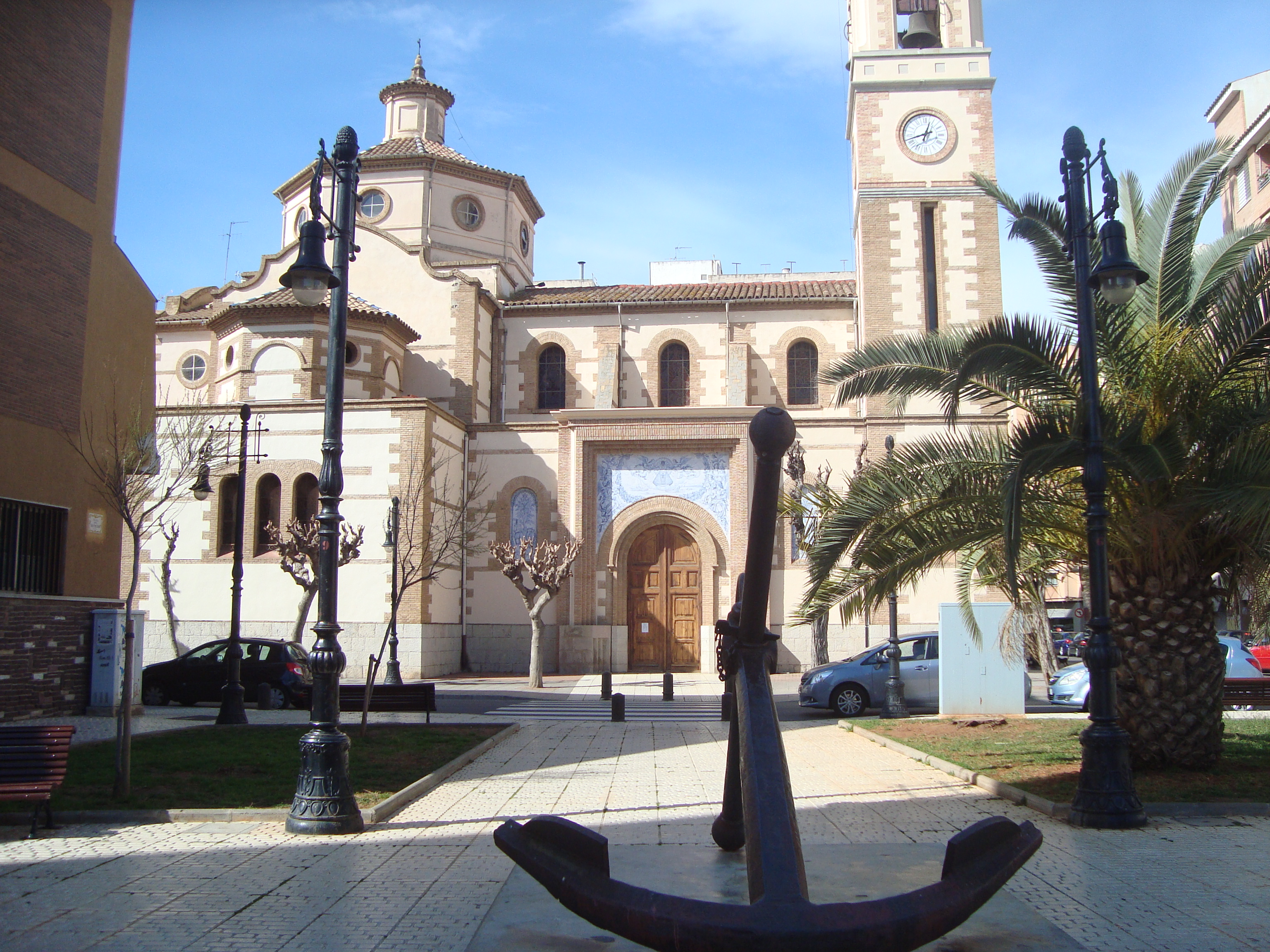
Parròquia de Sant Pere Apòstol (Grau de Castelló)

El barri del Grau de Castelló és el barri mariner de Castelló de la Plana, al País Valencià. Es troba a gairebé 4 km de la ciutat de Castelló i limita al Nord amb Benicàssim i al Sud en Almassora. Els seus habitants s'anomenen grauers.
Tot i que el Grau de Castelló mai ha tingut entitat pròpia, existix una consciència de poble propi diferenciat de Castelló. Així doncs els seus habitants quan es dirigeixen al centre de la Ciutat ho expressen dient: "Me'n vaig a Castelló" i el tinent alcalde és popularment conegut com a "l'alcalde".
Hi ha una central termoelèctrica de cicle combinat, la Central tèrmica de Castelló.

## Orígens
L'aparició de ruines procedents de l'etapa ibera i romana constaten la creença que la zona del Grau compta amb més de 2000 anys de tradició de comerç portuari. A més a més, durant els anys d'ocupació musulmana d'aquestes terres va haver-hi comerç, ja que el rei Jaume I va ordenar construir l'anomenat "Camí Vell de la Mar" per a unir la ciutat de Castelló amb la zona del barri del Grau on s'han trobat recentment les runes romanes i iberes. Els primers pescadors que es coneixen es daten de l'any 1398 i estaven domiciliats a la parròquia de Sant Tomàs, al carrer Escultor Viciano de Castelló. El primer cens del Grau com a barri independent data del 1865 amb 428 veïns.
L'activitat comercial des de la fundació no ha fet res més que créixer. Tradicionalment, la pesca ha sigut el motor econòmic i raó de ser de la localitat. Hui en dia son el port comercial i el Polígon Industrial d'El Serrallo les principals fonts de riquesa del poble. Diverses onades migratòries, primer d'Andalusia i La Manxa i posteriorment del Marroc, Romania i Latinoamèrica han augmentat la població. Actualment el Grau compta amb més de 15.000 habitants segons les darreres estimacions.